# Charlie X (Star Trek: La serie original)
"Charlie X" es el segundo episodio de la primera temporada de Star Trek: La serie original, fue transmitido por primera vez el 15 de septiembre de 1966. Fue repetido por la NBC el 1 de junio de 1967. Es el episodio número 2 en ser transmitido, y el número 8 en ser producido. Fue escrito por D.C. Fontana, con el relato de Gene Roddenberry y dirigido por Lawrence Dobkin.
Resumen: La Enterprise recoge a un inestable adolescente con peligrosos poderes mentales.

## Trama
En la Fecha Estelar 1533.6, la nave estelar USS Enterprise, bajo el mando del capitán James T. Kirk, se hace cargo de Charlie Evans (protagonizado por Robert Walker Jr.), un adolescente que viajaba en una pequeña nave de carga llamada Antares. Siendo más joven él fue el único sobreviviente de una nave de transporte que se había estrellado en el planeta Thasus. Durante catorce años Charlie se crio solo, varado en el planeta y solo con los restos destruidos de la nave, solo aprendió a hablar usando los computadores de la nave que de alguna forma permanecieron intactos.
El joven debe ser llevado por la Enterprise a sus parientes más cercanos que viven en el planeta Alpha V. Cuando es traído a bordo por el capitán y el primer oficial de la Antares, ellos no dejan de alabar a Charlie. Sin embargo, parecen demasiado agradados de dejar al joven en la Enterprise, y después de dejarlo se alejan rápidamente. Charlie es sometido a una revisión médica por parte del doctor McCoy y le dice al doctor que la tripulación de la nave de investigación no le quería mucho, y que todo lo que él desea es agradar a la gente.
Charlie rápidamente se convierte en alguien muy molesto, y también muestra señales de que posee extraños poderes. Charlie se siente atraído por la asistente Janice Rand, quien fue la primera mujer que él había visto. Charlie le regala un perfume, que resulta ser uno de sus aromas favoritos, a pesar de que la nave no lo tiene en sus provisiones. Habiendo observado a un hombre en ingeniería que, después de acordar una cita en la sala de recreación, golpea con la mano el trasero de su cita, él hace lo mismo con Rand lo que la molesta. Charlie se encuentra nuevamente con Rand en la sala de recreación, donde el Sr. Spock (a quien Charlie llama Sr. Orejas) toca una Lira Vulcana mientras la teniente Uhura canta. Charlie queda molesto tanto con la canción que Uhura improvisa acerca de él como por el hecho de que Rand le preste más atención a su actuación que a él. Por ese motivo Charlie provoca que Uhura pierda la voz temporalmente.
Cuando la Antares está casi fuera del alcance de los sensores, transmite una alerta a la Enterprise, pero el mensaje acaba bruscamente. Charlie hace un curioso y siniestro comentario "no estaba bien construida", poco antes Spock ha determinado que la Antares ha explotado. A continuación, comienzan a ocurrir extraños eventos a bordo de la Enterprise. Por ejemplo, un cocinero (con la voz de Roddenberry) informa que la carne sintética ha sido transformada en carne de pavo real.
De regreso a la sala de recreación, Kirk derrota a Spock en una partida de ajedrez tridimensional. Charlie queda intrigado con el juego y trata de duplicar el uso de Kirk de un juego intuitivo pero pierde rápidamente frente a lógica de Spock. Kirk y Spock dejan la sala pero un enfurecido Charlie causa que las piezas blancas del ajedrez se fundan, revelando tanto un mal temperamento como una poderosa habilidad telequinética.
En un intento de alejar a Charlie, Rand le presenta a la Yeoman de tercera clase Tina Lawton (quien tiene la misma edad que Charlie), pero Charlie solo tiene ojos para Rand y descarta a Tina, enfureciendo a Rand. Más tarde, Kirk trata de enseñarle a Charlie habilidades masculinas llevándole a entrenar en combate con artes marciales. Sam, el compañero de entrenamiento de Kirk, se ríe de una las caídas de Charlie, y éste le hace "desaparecer"— Sam se desvanece. Molesto con lo que ha presenciado, Kirk llama a unos guardias de seguridad para escoltar a Charlie a su habitación, pero éste dice que él no les dejará que lo dañen, entonces hace desaparecer sus fásers. Kirk sospecha que Charlie ha recibido poderes que la leyenda dice que una antigua raza de Thasianos poseían y enfrenta a Charlie respecto de eso. Charlie admite que él usó su poder para destruir a la Antares, pero se excusa diciendo que la nave se hubiera destruido de todas formas tarde o temprano, e insensiblemente agrega, "ellos no fueron amables conmigo".
Charlie descubre el plan de Kirk para desviarse de Alpha V, y toma el control de la Enterprise y de su tripulación. Fuerza a Spock a recitar poesía, convierte a Tina en un lagarto y persigue a Rand. Cuando ella se resiste a sus avances él se pone furioso y la hace desaparecer diciendo "ella no era agradable en absoluto". Charlie les dice a todos que él puede hacerlos desaparecer a todos en el momento que él quiera. Kirk y Spock intentan atraparlo dentro de un calabozo pero esto no resulta. Charlie pierde el control por la furia y convierte a una joven tripulante en una anciana y elimina los rostros de otros tripulantes que se encontraban riendo.
En ese momento una nave thasiana se aproxima a la Enterprise. La cabeza y el torso superior del comandante thasiano aparecen flotando en el puente, y explica que ellos le habían dado esos poderes a Charlie para ayudarlo a sobrevivir en su mundo y que sería muy peligroso para Charlie vivir entre los humanos. Los thasianos devuelven a la Yeoman Rand y arreglan los actos de Charlie. Él se disculpa con Kirk y le promete que se llevará Charlie a vivir con ellos. Charlie le ruega a Kirk que lo perdone y que no deje que los thasianos se lo lleven ya que ellos no tienen emociones humanas. Cuando Charlie se desvanece Kirk concuerda que eso es lo mejor para Charlie.

## Remasterización del aniversario de los 40 años
Este episodio fue remasterizado en el año 2006 y fue transmitido por primera vez el 14 de julio de 2007 como parte de la remasterización de los 40 años de la serie original. Fue precedido una semana antes por "Regreso al mañana" y seguido una semana más tarde por "El escudero de Ghotos". Aparte de la remasterización del video y del audio, y la animación por computadora de la Enterprise que es lo normal para todas las revisiones, los cambios específicos a este episodio son:
- La Antares es mostrada por primera vez al lado de la Enterprise en la secuencia de apertura, cosa que no se había visto en el episodio original. El diseño de la nave es una reminiscencia de las naves de carga automatizadas (mostradas en el episodio de Star Trek: La serie animada "Más Tribbles, más problemas") con la adición de una sección delantera para la tripulación de la Antares.
- A la nave thasiana le fue dada una forma ligeramente más sólida en contraste al brillo amorfo que aparecía originalmente.

## Historia del episodio
- La premisa para este episodio formó parte de la presentación original de marzo de 1964 de Gene Roddenberry para Star Trek, bajo el nombre de "El día en que Charlie se convirtió en Dios". Cuando la serie entró en producción le fue asignada a D. C. Fontana su redacción.[1]
- Por un tiempo durante la producción el episodio fue conocido como "La ley de Charlie"— un nombre que sobrevivió en la adaptación de James Blish del episodio para Bantam Books. En una escena en el guion que no se transmitió, la ley de Charlie se declara como "Es mejor que seas amable con Charlie... o si no".[2]
- Gene Roddenberry hizo un cameo de audio no acreditado como el cocinero que dice que la carne sintética se ha convertido en carne de pavo real.
- Hay un pequeño error de discontinuidad durante este episodio. En la escena donde Kirk le explica a Charlie el palmetazo, él es llamado al puente. Kirk entra al turboascensor vistiendo una camisa amarilla pero sale al puente vistiendo su túnica cruzada de color verde.

## Secuelano-canónicas
El personaje de Charlie Evans reaparece en la miniserie no oficial Star Trek: De dioses y hombres (representado por William Wellman Jr.), aun teniendo un resentimiento contra Kirk después de cuarenta años de haberlo abandonado a los thasianos. Él usa al Guardián de la Eternidad para regresar en el tiempo y cambiar la historia, al matar a la madre de Kirk antes de que él naciera. Esta acción lleva a que Gary Mitchell se apodere de la galaxia, ya que Kirk no estaba para detenerlo. Cuando es enfrentado por Pavel Chekov (ahora un combatiente de la libertad anarquista), John Harriman (ahora un sádico capitán de la flota de Mitchell) y Nyota Uhura (que tiene algunas memorias residuales), él restaura las memorias de ésta y expresa su remordimiento. Inicialmente él se rehúsa a permitir que el Guardián sea usado, temeroso de las consecuencias. Sin embargo, cambia de opinión después de una batalla mental con Gary Mitchell, donde logra resistir al autodeclarado dios, aparentemente drenando gran parte del poder de Mitchell. Finalmente regresa en el tiempo y se mata a sí mismo antes de que pueda usar al Guardián, logrando así que la historia vuelva a su curso normal, dejando solo a Chekov, Harriman y a Uhura retener sus recuerdos que sucedieron.

## Recepción
Zack Handlen del The A.V. Club le dio al episodio una calificación de 'B'. Handlen criticó al episodio por sus pobres personajes femeninos y el repetido uso de la palabra "dios-niño", pero alabó los elementos más "perturbadores" del episodio tales como las travesuras de Charlie y su eventual destino.